# Yugus kirchneri
Yugus kirchneri är en bäcksländeart som beskrevs av Nelson, C.H. 2001. Yugus kirchneri ingår i släktet Yugus och familjen rovbäcksländor. Inga underarter finns listade i Catalogue of Life.